# Kernkraftwerk Qinshan
Das Kernkraftwerk Qinshan (chinesisch 秦山核电站) befindet sich in Qinshan, Kreis Haiyan am Chinesischen Meer (ca. 100 km südwestlich von Shanghai) in der Provinz Zhejiang in der Volksrepublik China. Derzeit sind sieben Blöcke mit 4320 MW Bruttoleistung in Betrieb. Zwei weitere Reaktoren mit je 1080 MW Bruttoleistung sind in Bau, weitere Blöcke sind in Planung.
Qinshan-1 ist der einzige Block des Kraftwerks, der nicht als Zwilling geplant und gebaut wurde. Er wurde fast vollständig in China entwickelt und gebaut. Verantwortlich war das Shanghaier Forschungs- und Konstruktionsinstitut für Nuklearprojekte. Das Reaktordruckgefäß wurde allerdings von Mitsubishi geliefert. Der Reaktortyp wurde auch nach Pakistan exportiert, um dort das Kernkraftwerk Chashma zu bauen. Die Blöcke 2-1 bis 2-4 sind eine vergrößerte Version von Qinshan-1. Das Kraftwerk ist insofern ungewöhnlich, als am selben Standort Leichtwasserreaktoren chinesischer Bauweise und Schwerwasserreaktoren kanadischer Bauweise (Block 3-1 und 3-2) zum Einsatz kommen.
Der Betreiber ist die CNNC Nuclear Operation Management Company Limited, Eigentümer sind je nach Bauabschnitt unterschiedliche Gesellschaften. In unmittelbarer Nachbarschaft liegt das KKW Fangjiashan. Zusammen bilden alle 9 Reaktorblöcke die Qinshan Nuclear Power Base.

## Geschichte
Das Kernkraftwerk wurde in vier Phasen errichtet.

### Bauphase I
Im ersten Bauabschnitt wurde der Reaktor Qinshan 1 mit einer Bruttoleistung von 310 MW errichtet. Baubeginn war am 20. März 1985. Der Reaktor wurde am 31. Oktober 1991 zum ersten Mal kritisch. Die Anlage war das erste im Inland konzipierte und gebaute Kernkraftwerk in China, d. h. über 95 % der Komponenten stammen aus inländischer Produktion. Damals ging man von einer Laufzeit bis 2021 aus.
Der Reaktor war von Mitte 1998 für 14 Monate wegen dringender Reparaturarbeiten abgeschaltet.
Im Oktober 2007 wurde Qinshan-1 für eine Erneuerung für etwa zwei Monate abgeschaltet, in der die gesamten Instrumenten- und Steuerungssysteme ersetzt werden, zusammen mit dem Reaktordruckbehälter-Kopf und dem Steuerstab-Antrieb. Diese Arbeiten ermöglichten eine Verlängerung der Laufzeit über die ursprünglich geplanten 30 Jahre hinaus. Im Januar 2020 schloss die Nationale Behörde für nukleare Sicherheit (国家核安全局) eine Sicherheitsüberprüfung ab und genehmigte den Weiterbetrieb von Qinshan-1 bis 2041.

### Bauphase II
In der zweiten Phase wurden die Reaktoren mittlerer Größe Qinshan 2-1 und Qinshan 2-2 vom chinesischen Typ CNP-600 mit 650 MW errichtet. Die Dampferzeuger wurden von der Shanghai Boiler Factory in Verbindung mit Westinghouse hergestellt. Am 2. Juni 1996 war Baubeginn für Qinshan 2-1, am 1. April 1997 für Qinshan 2-2, die am 15. November 2001 bzw. 25. Februar 2004 zum ersten Mal kritisch wurden und sich seit dem 18. April 2002 bzw. 3. Mai 2004 im kommerziellen Betrieb befinden.

### Bauphase III
Die dritte Bauphase umfasst den Bau von zwei Reaktoren im CANDU-Design. Die Reaktoren wurden in einem Joint Venture mit Atomic Energy of Canada Limited entwickelt. Dies war angeblich der größte Business-Venture zwischen Kanada und China bis zu diesem Zeitpunkt. Baubeginn für die beiden Reaktoren mit 700 MW Bruttoleistung war am 8. Juni 1998 bzw. 25. September 1998. Der Reaktor Qinshan 3-1 wurde am 21. September 2002, der Reaktor Qinshan 3-2 am 18. Januar 2003 zum ersten Mal kritisch. Seit dem 31. Dezember 2002 bzw. 27. Juli 2003 befinden sich die beiden Blöcke im kommerziellen Einsatz.
Die Blöcke wurden schlüsselfertig geliefert. Es sind die ersten Reaktoren vom Typ CANDU in China. Im Jahr 2010 wurden erstmals Versuche begonnen, abgebrannten Brennstoff aus normalen Leichtwasserreaktoren im Reaktor Qinshan 3-1 wiederzuverwenden. Dazu wird der alte Brennstoff, welcher immer noch ausreichend 235U (ca. 1 %) und darüber hinaus spaltbares 239Pu und 241Pu enthält, mit abgereichertem Uran verschnitten, um Brennstoff herzustellen, der Natururan (Gehalt an 235U = 0,72 %) entspricht. Die Versuche finden unter Mitarbeit des kanadischen CANDU-Entwicklers Atomic Energy of Canada Limited (AECL) statt.

### Bauphase IV
Die vierte Bauphase setzt die Phase II fort und erweitert das Kernkraftwerk um zwei weitere Reaktoren des Typs CNP-600 mit 650 MW.
Die Reaktoren Qinshan 2-3 und Qinshan 2-4 befanden sich seit dem 28. März 2006 bzw. 28. Januar 2007 in Bau. Qinshan 2-3 wurde am 1. August 2010 an das ostchinesische Stromnetz angeschlossen. Nach einer Testphase wurde der kommerzielle Betrieb im Oktober 2010 aufgenommen. Qinshan 2-4 wurde am 25. November 2011 an das Stromnetz angeschlossen und der kommerzielle Betrieb am 30. Dezember 2011 aufgenommen.

## Daten der Reaktorblöcke
Das Kernkraftwerk Qinshan hat sieben in Betrieb befindliche Blöcke, zwei weitere befinden sich im anliegenden KKW Fangjiashan, die alle von derselben Betreibergesellschaft betreut werden.
| Block         | Reaktortyp / -modell | el. Netto- leistung | el. Brutto- leistung | thermische Leistung | Baubeginn  | Netzsyn- chronisation | Kommer- zieller Betrieb | Abschal- tung  |
| ------------- | -------------------- | ------------------- | -------------------- | ------------------- | ---------- | --------------------- | ----------------------- | -------------- |
| Qinshan 1     | DWR / CNP-300        | 326 MW              | 330 MW               | 966 MW              | 1985-03-20 | 1991-12-15            | 1994-04-01              | 2041 (geplant) |
| Qinshan 2-1   | DWR / CNP-600        | 623 MW              | 650 MW               | 1930 MW             | 1996-06-02 | 2002-03-06            | 2002-04-18              |                |
| Qinshan 2-2   | DWR / CNP-600        | 610 MW              | 650 MW               | 1930 MW             | 1997-04-01 | 2004-03-11            | 2004-05-03              |                |
| Qinshan 2-3   | DWR / CNP-600        | 619 MW              | 660 MW               | 1930 MW             | 2006-03-28 | 2010-08-01            | 2010-10-21              |                |
| Qinshan 2-4   | DWR / CNP-600        | 619 MW              | 660 MW               | 1939 MW             | 2007-01-28 | 2011-11-25            | 2011-12-30              |                |
| Qinshan 3-1   | CANDU / CANDU 6      | 677 MW              | 728 MW               | 2064 MW             | 1998-06-08 | 2002-11-19            | 2002-12-31              |                |
| Qinshan 3-2   | CANDU / CANDU 6      | 677 MW              | 728 MW               | 2064 MW             | 1998-09-25 | 2003-06-12            | 2003-07-24              |                |
| Fangjiashan 1 | DWR / CPR-1000       | 1012 MW             | 1089 MW              | 2905 MW             | 2008-12-26 | 2014-08-20            | 2014-12-15              |                |
| Fangjiashan 2 | DWR / CPR-1000       | 1012 MW             | 1089 MW              | 2905 MW             | 2009-07-17 | 2015-01-12            | 2015-02-12              |                |

## Fernwärmeauskopplung
China setzt seit einigen Jahren verstärkt auf Alternativen zur Kohle im Hausbrand, um die Luftverschmutzung zu reduzieren. Daher wurde in Qinshan ein Projekt für nukleare Fernwärme installiert. Im Jahr 2021 wurde verkündet, dass zunächst rund 450.000 Quadratmeter Wohnfläche vom Kernkraftwerk mit Fernwärme versorgt würden, was bis 2025 auf 4 Millionen Quadratmeter ausgeweitet werden soll. Die Testphase begann am 15. November 2021. Die Projektkosten wurden mit 940 Millionen Yuan angegeben.